# Türkiye İhtilalci Komünistler Birliği
Die Türkiye İhtilalci Komünistler Birliği (türkisch für „Union der Kommunistischen Revolutionäre der Türkei“, TİKB) ist eine marxistisch-leninistische Organisation in der Türkei.

## Entstehung und Ausrichtung
Die Gründer, auch bekannt als Aktancılar, was sich auf Aktan İnce, einen der Anführer in den 1970er Jahren bezieht, war 1975 an der Reorganisation der THKO beteiligt. Am Anfang waren sie mit einer Gruppe um die Zeitschrift Halkın Kurtuluşu, die später zur TDKP wurde, zusammen, bis Aktan İnce und seine Gruppe sich 1977 trennten und eine Zeitschrift mit dem Namen Devrimci Proletarya (Revolutionäres Proletariat) herausgaben. Auf einer „Versammlung der fortschrittlichen Militanten“ (türkisch İlerici Militanlar Toplantısı) im Februar 1979 nahm die Gruppe den Namen TİKB an. Danach wurden zur Schulung der Militanten die Zeitschrift İhtilalci Komünist (Revolutionärer Kommunist) und für eine zentrale Taktik die Zeitschrift Orak-Çekiç (Hammer-Sichel) herausgegeben. Beide Zeitschriften waren illegal. Im April 1980 hielt die Organisation ihre erste Konferenz in Istanbul ab. Wie viele andere Organisationen war die TIKB von den Verhaftungswellen nach dem Putsch von 1980 betroffen. Erst ab 1987/88 wurde die Organisation wieder aufgebaut und Aktivitäten in der Türkei und im Ausland wieder aufgenommen.
Im Juli 1991 fand die 2. Konferenz statt, auf dem Kenan Güngör, Selim Açan und Yaşar Ayaşlı ins Zentralkomitee gewählt wurden. Die 3. Konferenz wurde 1993 und die 4. Konferenz im Januar 2010 abgehalten, bei denen es wiederum zu Abspaltungen kam. Eine der Abspaltungen manifestierte sich 1995 in der Gründung einer Gruppe mit dem Zusatz B für bolschewistisch (TİKB-B). Sie formierte sich um die Zeitschrift Proleter Devrimci Duruş (Proletarisch Revolutionäre Haltung). Im September 2012 fand der 1. Kongress der TİKB statt. Die Proteste um den Gezi Park im Jahre 2013 werden von der TİKB als Wiedergeburt betrachtet. Der im Juni 2013 bei einem Protest in Ankara ums Leben gekommene Ethem Sarısülük wird als Militanter der TİKB bezeichnet.
Die TİKB bezeichnet die Wirtschaft der Türkei als „halb-kolonial und halb-kapitalistisch“ und sieht sie unter der Hegemonie des amerikanischen Imperialismus. Die ehemalige Sowjetunion wurde von ihr als sozial-faschistisch eingestuft. Ihr Modell des Sozialismus folgt dem albanischen Vorbild. Die TİKB sieht es als notwendig an, die Vorherrschaft der Bourgeoisie mit einer auf Gewalt beruhenden Revolution zu stürzen, um die Diktatur des Proletariats zu errichten.

## Aktivitäten
Die TİKB war vor dem Putsch von 1980 in gewalttätige Auseinandersetzungen mit anderen Organisationen verstrickt. Dabei wurden auch Anhänger der TİKB und von Halkın Kurtuluşu getötet. Diese Form der Gewalt wurde im Nachhinein als Fehler eingestuft. Unter der Bezeichnung „Vergesellschaftung“ (tr: kamulaştırma) wurden Juweliere, Devisenbüros und Banken überfallen. Unter den Zielen waren aber auch Sicherheitskräfte und politische Parteien, in erster Linie die als faschistisch eingestufte MHP.
In einem Bericht von Amnesty International aus dem Jahre 1996 wird die TIKB als eine der bewaffneten Oppositionsgruppen bezeichnet, die für Verletzungen der Menschenrechte verantwortlich sind. Die TİKB war auch bei den Ereignissen im Stadtviertel Gazi im Jahre 1995 aktiv. Zwei Mitglieder kamen dabei ums Leben. Die TİKB ist auch im Ausland, vor allem in Deutschland aktiv. Eine erste Konferenz wurde im Januar 2001 in Deutschland abgehalten.

## Strafverfolgung
Nach dem Putsch von 1980 starben einige Mitglieder unter Folter, andere wurden bei dem Versuch, sich ihrer Festnahme zu entziehen, erschossen. Weitere Personen wurden verhaftet und zu langen Zuchthausstrafen verurteilt. Die Organisation lobt sich dafür, nach dem Putsch keinen Rückzug aus der Türkei angetreten zu haben und die meisten Militanten in ihren Reihen zu haben, die unter Folter kein Geständnis ablegten; von 8 festgenommenen Mitgliedern des Zentralkomitees habe nur ein Mitglied eine Aussage gemacht und 90 % der Militanten sollen bei der Polizei die Aussage verweigert haben. Die alternative türkeihilfe führt in einem Sonderinfo vom Oktober 1982 mehrere Verfahren vor den Militärgerichten in Istanbul und Ankara auf, in denen 113 Personen als Angehörige der TİKB angeklagt waren. Gegen 22 von ihnen wurde die Todesstrafe beantragt. Aus einer weiteren Dokumentation vom Juni 1986 ergibt sich, dass in den gegen 186 vermeintliche Angehörige der TİKB geführten Verfahren sechs Mal die Todesstrafe verhängt wurde.
Es hat auch danach immer wieder Verfahren gegen Angehörige der TİKB gegeben, zum Beispiel:
- 4. April 1998: Das Staatssicherheitsgericht (SSG) 1 in Istanbul verurteilte in einem Verfahren gegen 5 Angeklagte, in dem es u. a. um zwei Morde im Namen der TİKB ging, drei von ihnen zum Tode (Adem Kepeneklioğlu, Turan Tarakçı und Mehmet Hakan Canpolat). Ein Angeklagter wurde zu 12,5 Jahren Haft verurteilt und ein Angeklagter wurde freigesprochen.[8]
- 20. Juli 2001: In einem Verfahren in Istanbul mit 21 Angeklagten, in dem es u. a. um den Mord an einem Polizeibeamten im Januar 2001 in Istanbul ging, beantragte der Staatsanwalt gegen drei Angeklagte (Erdinç Yücel, Erkan Altun und Yüksel Okuyucu) die Todesstrafe.[9]
- September 2008: In einem Verfahren in Istanbul gegen 22 Angeklagte, die im Namen der TİKB u. a. für den Mord an drei Personen verantwortlich sein sollen, wurden drei Angeklagte zu erschwerter lebenslanger Haft und zwei zu lebenslanger Haftstrafe verurteilt. Bei den Mordopfern handelte es sich um Emrah Sarıtaş und Ergin Topal (ermordet am 2. August 1995) und Deniz Birinci (ermordet am 23. Juni 1998).[10] Zu erschwerter lebenslanger Haft wurden Gürbüz Aydemir, Ulaş Dil und Yüksel Yiğitdoğan verurteilt. Im März 2010 entschied der EGMR, dass das Verfahren gegen Yüksel Yiğitdoğan nicht den in der Europäischen Menschenrechtskonvention (EMRK) festgelegten Prinzipien entsprochen habe.[11]

Inhaftierte Angehörige der TİKB haben sich wiederholt an Hungerstreiks politischer Gefangener in der Türkei beteiligt. Einige von ihnen haben in den als Todesfasten (türkisch ölüm orucu) bezeichneten Aktionen ihr Leben verloren. Haydar Başbağ und M. Fatih Öktülmüş starben im Verlauf des Hungerstreiks im Militärgefängnis Metris im Jahre 1984. Beim Hungerstreik vom Sommer 1996 haben die militanten Häftlinge der Organisation Tahsin Yılmaz, Hicabi Küçük und Osman Akgün ihr Leben verloren. Nach der Erstürmung von 20 Gefängnissen am 19. Dezember 2000, bei dem 30 Gefangene und zwei Soldaten ihr Leben verloren, schlossen sich auch Gefangene der TİKB dem zuvor begonnenen Todesfasten an. Dabei starben Tuncay Günel, Ali Çamyar, Lale Çolak und Okan Külekçi, die als Angehörige der TİKB angeklagt waren.

## Publikationen
Gegen Ende der 1970er Jahre gab die TIKB eine legale Zeitschrift mit dem Namen Devrimci Proleterya heraus. Nach ihrer Reaktivierung in der zweiten Hälfte der 80er Jahre veröffentlichte sie zudem die legale Zeitschrift Alınteri und die illegale Zeitschrift Orak-Cekiç. Gegen die Zeitschrift Alınteri hat es viele Verfahren gegeben, in denen vor allem die jeweiligen Chefredakteure zu Geld- oder Haftstrafen verurteilt wurden. Es wurden auch Fälle bekannt, in denen Leser der legalen Zeitschrift wie Mitglieder der illegalen Organisation TİKB behandelt wurden.
Das Buch Adressiz Sorgular (Verhöre ohne Adresse), das von einem führenden Mitglied der TİKB, Yaşar Ayaşlı, geschrieben wurde, erschien zuerst im Verlag Yurt im Juni 1989. Der Autor beschreibt darin in erster Linie, wie er der Folter nach seiner Festnahme im Jahre 1985 widerstanden hat. Das Buch wurde konfisziert und der Autor sowie der Verleger Ünsal Öztürk wurden wegen Kommunismuspropaganda, Verspottung der Sicherheitskräfte und Loben einer Straftat angeklagt, aber im März 1990 freigesprochen. Yaşar Ayaşlı wurde später von seinen ehemaligen Freunden beschuldigt, mit den teilweise unrichtigen Angaben in dem Buch persönliche Ziele zu verfolgen und der Organisation geschadet zu haben. Schließlich brachte ein Kollektiv von Autoren unter dem Namen von Osman Yaşar Yoldaşçan, der Ende September 1980 in Istanbul getötet wurde, als er sich seiner Festnahme unter Gebrauch seiner Schusswaffe widersetzte, eine Neufassung des Buches heraus. 2006 war ein Film mit dem gleichen Titel gedreht worden, wurde in der Türkei aber verboten.
Am 3. November 2010 wurde Nevin Berktaş in Istanbul festgenommen, um eine 10-monatige Freiheitsstrafe im Zusammenhang mit ihrem Buch Hücreler (Zellen) zu verbüßen. Das Buch wurde im Jahr 2000 im Verlag Yediveren veröffentlicht. Darin berichtet die Autorin über ihre Erfahrungen im Gefängnis von Adana, wo sie nach dem Putsch von 1980 unter dem Vorwurf, der TİKB-B anzugehören, vor dem Militärgericht angeklagt war und zu mehr als 18 Jahren Haft verurteilt wurde. Nachdem der EGMR im Februar 2011 entschieden hatte, dass die wegen „Propaganda für eine terroristische Organisation“ verhängte Strafe von Nevin Berktaş einen Verstoß gegen die Meinungsfreiheit darstelle, kam sie wieder frei. Der EGMR schrieb in seinem Urteil u. a.:

„Das Buch enthält Artikel, die vor allem die persönlichen Erfahrungen der Autoren und von Personen, die wegen Zugehörigkeit zur TIKB (Bolschewisten) verurteilt worden waren, wiedergeben. Es erweckt den Eindruck einer massiven Kritik am türkischen Strafsystem … Es kann sein, dass einige Ansichten (Meinungen), die in dem Buch ausgedrückt werden, strittig sind und mit der TIKB (Bolschwisten) korrelieren … Das Gericht sieht jedoch trotz des feindseligen Tons einiger Passagen diese als einen Ausdruck des tiefen Leidens angesichts tragischer Ereignisse in den Gefängnissen anstatt als einen Aufruf zur Gewalt.“